# Hoofdideaal
In de algebra en speciaal in de theorie der commutatieve ringen is een hoofdideaal (ook wel principaal ideaal genoemd) een speciaal soort ideaal, namelijk een ideaal dat wordt voortgebracht door een element van de ring als alle producten van dat ene element met de elementen van de ring.  

## Definitie
Een hoofdideaal in een commutatieve ring {\displaystyle R} is een ideaal van de vorm:
{\displaystyle aR=\{ax\mid x\in R\}}
waarin {\displaystyle a} een willekeurig, maar vast element is van de ring. Het hoofdideaal {\displaystyle aR} heet voortgebracht door het element {\displaystyle a}. Men noteert dit hoofdideaal ook met haakjes als {\displaystyle (a)}.

## Voorbeelden
- De even getallen vormen een hoofdideaal in de ring der gehele getallen, met als voortbrenger 2.
- Voor elke ring {\displaystyle R} is het singleton {\displaystyle \{0\}} een hoofdideaal (voortgebracht door 0).
- Elke ring met eenheidselement is hoofdideaal in zichzelf, voortgebracht door 1.

## Verwante begrippen
Een hoofdideaalring is een commutatieve ring met eenheidselement waarvan alle idealen hoofdideaal zijn. Als de ring bovendien een integriteitsgebied is, spreekt men van een hoofdideaaldomein.